# 야마다 마사히코

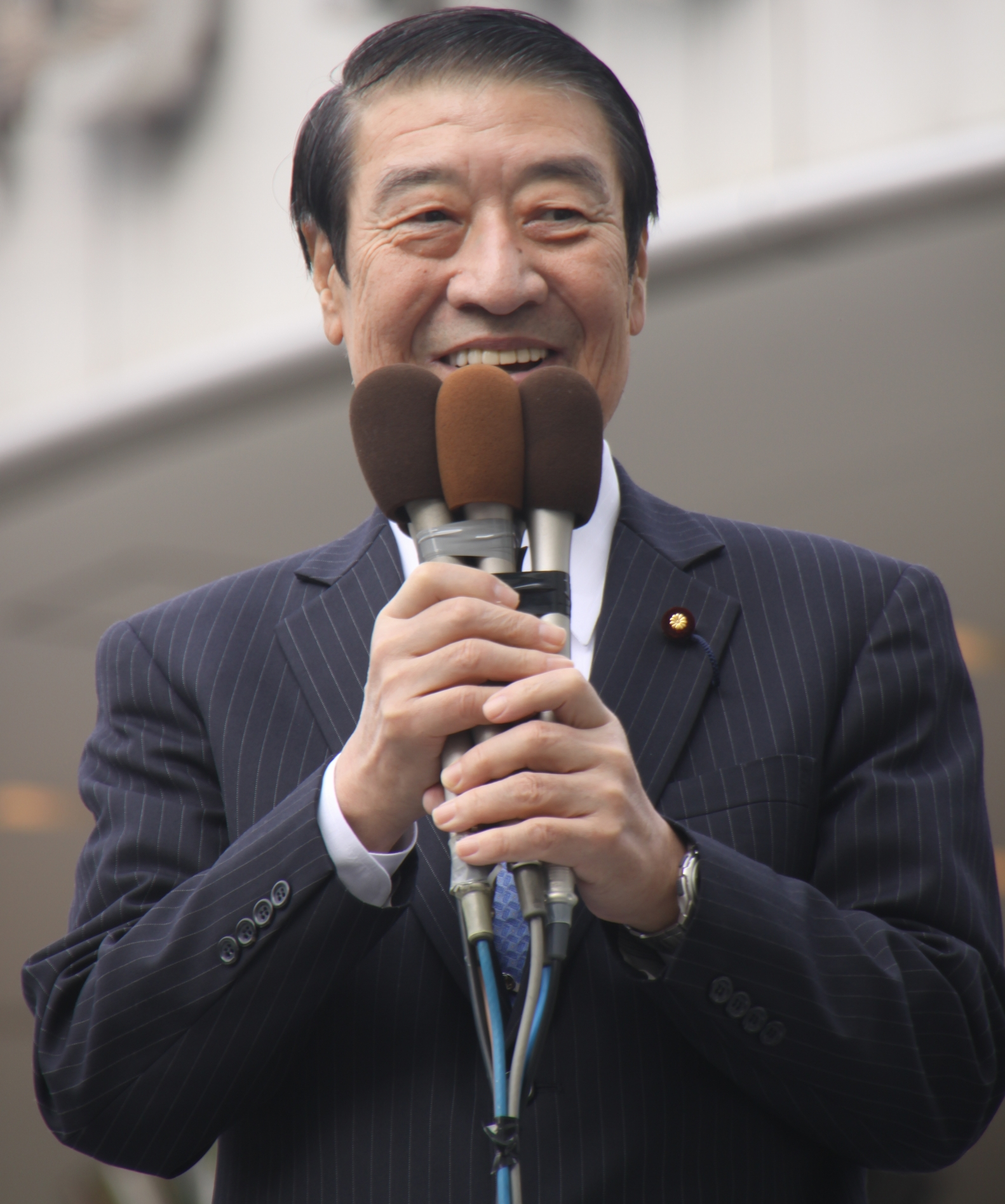

야마다 마사히코(山田 正彦, やまだ まさひこ, 1942년 4월 8일 ~ )는 일본의 변호사·정치인으로, 미도리의 바람 소속 중의원 의원이다. 간 내각에서 제51대 농림수산대신을 지냈다.
나가사키현 후쿠에 시 출신으로, 와세다 대학 법학부를 졸업하였다. 1979년 제35회 일본 중의원 의원 총선거, 1986년 제38회 중의원 의원 총선거, 1990년 제39회 중의원 총선거에 출마했으나 낙선하였고, 1993년 제40회 일본 중의원 의원 총선거에서 나가사키 2구에 출마해 당선되었다.
1994년 신진당에 참여했으며, 2000년 제42회 일본 중의원 의원 총선거에 출마해, 비례 블록으로 부활 당선되었다. 2003년 일본 민주당에 합류했으며, 같은 해 제43회 일본 중의원 의원 총선거에서 당선되었다. 2005년 제44회 일본 중의원 의원 총선거에서 비례 블록으로 부활 당선되었고, 2009년 제45회 일본 중의원 의원 총선거에서 지역구 당선되었다.
2009년~2010년 하토야마 유키오 내각에서 농림수산성 부(副)대신을 지냈으며, 2010년 6월 발족한 간 내각에서 아카마쓰 히로타카의 후임으로 농림수산대신이 되었다. 같은 해 9월, 간 개조 내각 출범으로 농림수산대신에서 물러났다.
환태평양 경제 동반자 협정(TPP)에 신중한 일본 민주당 의원들로 구성된 TPP를 신중하게 생각하는 모임의 회장을 맡고 있다.